# Drosichoides haematoptera
Drosichoides haematoptera är en insektsart som först beskrevs av Cockerell 1919.  Drosichoides haematoptera ingår i släktet Drosichoides och familjen pärlsköldlöss. Inga underarter finns listade i Catalogue of Life.